# Cratere Cuparaque
Cuparaque è un cratere sulla superficie di Marte.